# Едночлен
Едночлен се нарича произведение, в което могат да участват:
- константи ({\displaystyle 5,{\sqrt {2}},-11.9})
- параметри ({\displaystyle a,b^{2}})
- променливи, повдигнати на степен естествено число ({\displaystyle x,y^{3}})

Например {\displaystyle 0,\pi ,2xy,z^{7},3ax^{2}}.
Сборът от едночлени се нарича многочлен, а частният случай на многочлен от два едночлена – двучлен.